# Monacia-d’Aullène
Monacia-d’Aullène (korsisch Munacia d'Auddè; italienisch Monacia d'Aullene) ist eine französische Gemeinde mit 546 Einwohnern (Stand 1. Januar 2022) im Département Corse-du-Sud in der Region Korsika.

## Geografie
Monacia liegt etwa 25 Kilometer nordwestlich von Bonifacio in der Mikroregion Extreme Sud, deren Gemeinden im Wesentlichen in der Küstenzone liegen.
Nachbargemeinden:
Monacia grenzt an Sartène im Nordwesten und Pianottoli-Caldarello im Südosten.
Gemeindegliederung:
Die beiden Ortsteile von Monacia-d’Aullène sind
- Monacia-d’Aullène
- Giannuccio (korsisch: Ghjannucciu)

## Geschichte
Die Geschichte von Monacia-d’Aullène ist stark geprägt durch die Tradition der Hirten und eng verbunden mit dem Ort Aullène. Beide gehörten zum historischen Alta Rocca-Gebiet (nicht identisch mit heutigen gleichnamigen Verwaltungseinheiten).
Monacia wurde 1864 von einem Weiler der Gemeinde Aullène durch kaiserliches Dekret zu einer unabhängigen Gemeinde. Zwischen 1880 und 1889 wurde der Grund und Boden zwischen Monaccia und Aullène aufgeteilt. Die Verflechtungen beim Grundbesitz bestehen aber bis heute sowohl bei Privatbesitz als auch beim Grundbesitz der Gemeinden.
Bis zum Ersten Weltkrieg wanderten die Einwohner von Aullène mit ihren Tieren während der Wintermonate von den Bergen zu den Weiden im Küstengebiet. Dies war die sogenannte Hivernage oder l'impiaghiera (Überwinterung). Im Sommer zogen sie wieder hinauf in die Berge zur sogenannten l'estive oder a muntanera, zeitlich möglichst vor dem Auftreten von Mücken als Überträgern von Malaria.
Zwischen Monacia-d’Aullène, dem Sommerdorf, und Aullène befindet sich Giannuccio (Ghjannucciu), ein Weiler, der früher nur ein einfacher Zwischenhalt im Cagna-Gebirge war auf der Fußwanderung der Hirten mit ihren Herden. Man findet deshalb dieselben Familien in allen drei Orten.
Die Bebauung im Ortskern von Monaccia rund um die Kirche ist bis heute traditionnel und ländlich geprägt durch Häuser aus Granitsteinen. Giannuccio ist Ausgangspunkt für Wanderer, die hier ihren Aufstieg zum Berg L’Omu di Cagna beginnen können.

## Kultur und Sehenswürdigkeiten

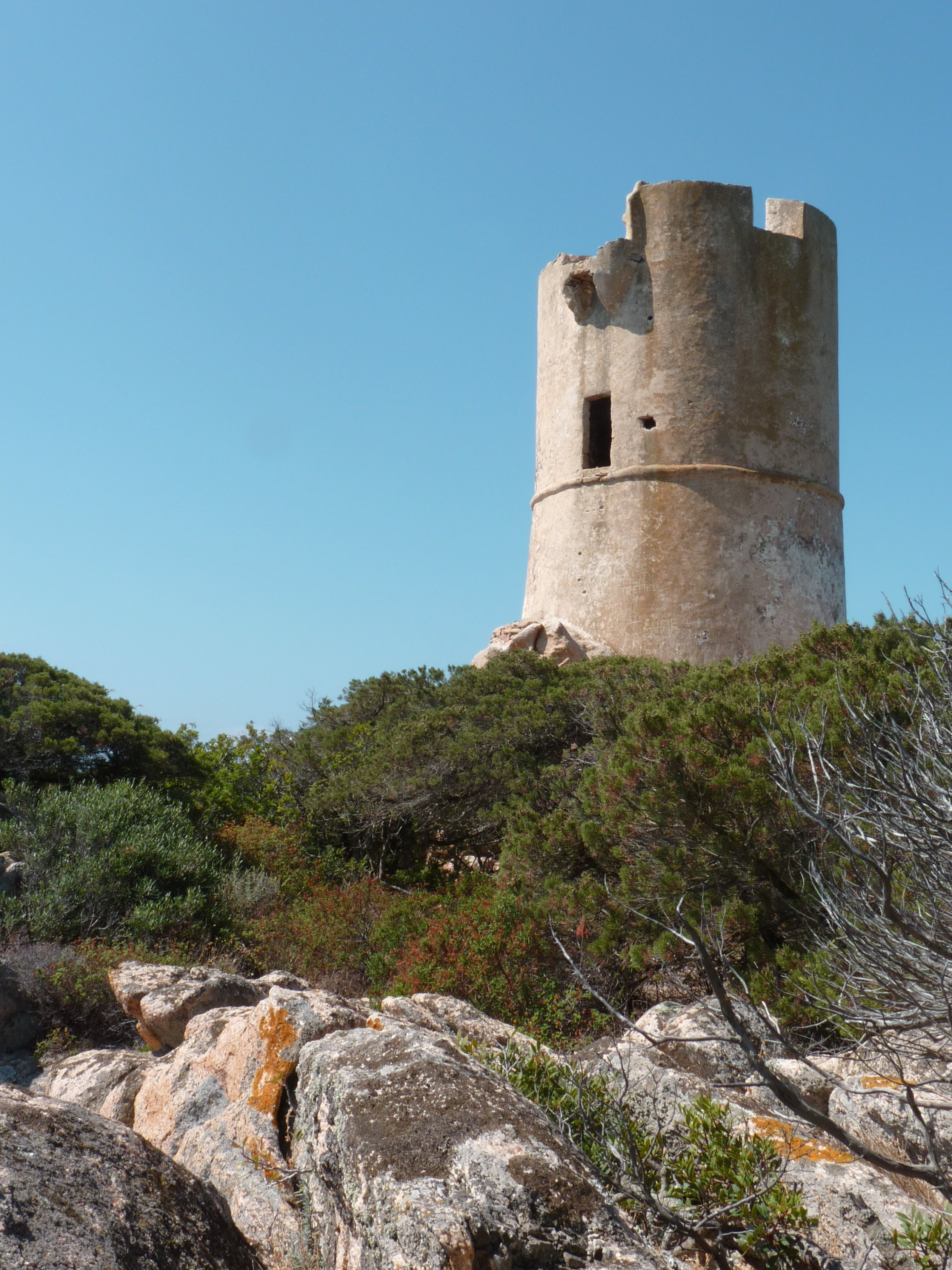
Tour d’Olmeto

- Die Dorfkirche, gelegen in der Ortsmitte und bis 2010 komplett renoviert durch die Gemeindeverwaltung
- historische Öfen und Mühlen – das ländlich geprägte Kulturerbe der Gemeinde ist reich an Öfen und Mühlen, von denen einige renoviert sind und besichtigt werden können
- Tour d’Olmeto – prachtvoller Genueserturm, auf einem Fußweg vom Strand Furnellu aus zu erreichen; zu seinen Füßen befindet sich ein prähistorisches Ausgrabungsgelände
- Maracunceddu – altes Dorf, das seit dem 19. Jahrhundert verlassen ist; sehr schöne Bauten, zu erreichen über einen Fußweg zwischen der Route Nationale 196 und Monaccia (roten Pfeilen auf den Felsen folgen)
- Berg L’Omu di Cagna – von Giannuccio aus zu erreichen (ca. 3 Stunden Fußweg je Strecke)
- Strand Plage Furnellu

## Wirtschaft und Infrastruktur
Viele Einwohner arbeiten am Flughafen von Figari, in Porto-Vecchio oder in Bonifacio.
In Monacia-d’Aullène gibt es zwei Lebensmittelgeschäfte, eine Fleischerei, eine Bar, ein Postamt sowie im Sommer mehrere Restaurants.
Monacia hat einen Kindergarten (école maternelle) und eine Grundschule (école primaire).
Der Ort verfügt über einen Sportplatz.

## Verkehrsverbindungen
Die Route D 50, die nach Monacia-d’Aullène führt, biegt zwischen Sartène und Pianatolli-Caldarello von der Route nationale 196 ab. Die nächstgelegenen Flughäfen sind in Figari und in Ajaccio.